# Вероника австрийская
Вероника австрийская (лат. Veronica austriaca) — многолетнее травянистое растение, вид рода Вероника (Veronica) семейства Подорожниковые (Plantaginaceae).

## Распространение и экология
Западная Европа: Германия, Австрия, Венгрия, Чехословакия, Польша, Румыния, страны бывшей Югославии, Албания, Греция (остров Корфу); территория бывшего СССР: главным образом в лесостепной полосе европейской части, преимущественно в её западной половине, Украина (верховья рек Стыр и Горынь, в окрестностях Киева, Белой Церкви, Чернигова, в закарпатской части, в верховьях реки Прут), в Крыму — на востоке горной части, отдельные местонахождения на реке Дон к югу от Воронежа и в Предкавказье — восточнее Ставрополя.
Произрастает в степях, в лесостепи, по горным лугам, каменистым местам, в кустарниках, в сухих лесах и на опушках, преимущественно на песчаной почве.

## Ботаническое описание
Стебли высотой 30—70 см, одиночные или по нескольку, прямостоячие, реже приподнимающиеся, рассеянно волосистые.
Листья сидячие, яйцевидные или ланцетные, просто-перисто-раздельные или двоякоперистые до перисто-рассечённых, с линейными или линейно-ланцетными, цельными долями, суженными при основании, цельнокрайными или надрезанными.
Цветки в 2—4 боковых, удлинённых, одиночных или супротивных кистях, выходящих из пазух верхних листьев, на прямостоячих, обычно длиннее чашечки, цветоножках; верхние кисти позднее удлиняющиеся. Чашечка с четырьмя, реже с пятью неравными долями, пятый зубец мелкий и линейный; венчик диаметром 7—10 мм, ярко-синий, с удлинёнными, острыми лопастями. Тычинки несколько короче венчика.
Коробочка шириной 4—5 мм, равна чашечке или короче, обратно-сердцевидная или обратнояйцевидная, к основанию округлая, на верхушке выемчатая, очень коротко опушенная или голая. Семена щитовидные, шириной около 1,5 мм.
Цветёт в мае — июле. Плодоносит в июле — августе.

## Классификация

### Представители
В рамках вида выделяют ряд подвидов:
- Veronica austriaca subsp. austriaca
- Veronica austriaca subsp. dentata (F.W.Schmidt) Watzl

- [syn.  Veronica dentata F.W.Schmidt basionym — Вероника зубчатая]

- Veronica austriaca subsp. vahlii (Gaudin) D.A.Webb

### Таксономия
Вид Вероника австрийская входит в род Вероника (Veronica) семейства Подорожниковые (Plantaginaceae) порядка Ясноткоцветные (Lamiales).
|  |                                      |  |                                                             |                                                             |                          |  | ещё 21 семейство (согласно Системе APG II) | ещё 21 семейство (согласно Системе APG II) |                          |  |  |  | ещё от 300 до 500 видов |
|  |                                      |  |                                                             |                                                             |                          |  | ещё 21 семейство (согласно Системе APG II) | ещё 21 семейство (согласно Системе APG II) |                          |  |  |  | ещё от 300 до 500 видов |
|  |                                      |  |                                                             | порядок Ясноткоцветные                                      |                          |  |                                            |                                            | род Вероника             |  |  |  |                         |
|  |                                      |  |                                                             | порядок Ясноткоцветные                                      |                          |  |                                            |                                            | род Вероника             |  |  |  |                         |
|  | отдел Цветковые, или Покрытосеменные |  |                                                             |                                                             | семейство Подорожниковые |  |                                            |                                            | вид Вероника австрийская |  |  |  |                         |
|  | отдел Цветковые, или Покрытосеменные |  |                                                             |                                                             | семейство Подорожниковые |  |                                            |                                            |                          |  |  |  |                         |
|  |                                      |  | ещё 44 порядка цветковых растений (согласно Системе APG II) | ещё 44 порядка цветковых растений (согласно Системе APG II) |                          |  |                                            | ещё 90 родов                               | ещё 90 родов             |  |  |  |                         |
|  |                                      |  |                                                             | ещё 44 порядка цветковых растений (согласно Системе APG II) |                          |  |                                            |                                            | ещё 90 родов             |  |  |  |                         |